# After Earth
Pour plus de détails, voir Fiche technique et Distribution.
After Earth, ou Après la Terre au Québec et au Nouveau-Brunswick, est un film de science-fiction américain réalisé par M. Night Shyamalan, sorti en 2013.
Le film suit le général Raige qui part en mission en emmenant avec lui son fils Kitai, avec lequel les rapports sont tendus. Malheureusement, une pluie d'astéroïdes provoque le crash du Hesper, leur vaisseau, sur la Terre. Tout l'équipage est tué sauf eux. À la suite du crash, le vaisseau est séparé en deux morceaux distants de 100 km. Une balise de détresse leur permettrait de contacter les secours, mais elle ne fonctionne plus. Heureusement, il en existe une deuxième, mais elle se situe dans la seconde partie de l'appareil. Le général Raige, qui a eu les jambes cassées dans le crash, décide d'envoyer son fils Kitai chercher l'autre balise. Ce dernier va explorer des lieux inconnus remplis d'animaux sauvages qui ont pris le contrôle de la Terre, mais aussi affronter l'Ursa qui s'est échappé lors du crash. Père et fils devront faire preuve de courage et apprendre à collaborer s'ils veulent rentrer chez eux.

## Synopsis
1 000 ans auparavant, la dégradation environnementale extrême de la Terre par les humains a failli provoquer leur extinction. Pour survivre, la seule solution fut d'évacuer la Terre, ce qui conduisit à la création de la Force Ranger Unifiée dans le but de coordonner l'évacuation vers le nouveau monde de l'humanité, la planète Nova Prime. Cependant, arrivée sur cette dernière, l'Humanité rencontra une race extra-terrestre, les Skrells, qui décidèrent de génocider leur adversaire. C'est ainsi qu'ils créèrent les Ursas, des créatures génétiquement programmées pour chasser et tuer les humains grâce aux phéromones produites par la peur. Face à cette nouvelle menace, l'humanité se tourna de nouveau vers les Rangers, et ce fut leur commandant en chef, le général Cypher Raige, qui trouva la solution : l'effacement, ou la capacité à ne plus ressentir de peur et ainsi devenir invisible pour les Ursas. Les "effacés" devinrent ainsi la meilleure arme de l'humanité et son dernier espoir de survie.
L'avenir, sur une colonie spatiale peuplée d'humains, Nova Prime. Cependant, la race extraterrestre S'krell tente de prendre le contrôle avec des créatures appelées Ursas, qui chassent en détectant la peur. L'organisation de maintien de la paix, le Ranger Corps, les a vaincus avec une technique de suppression de la peur appelée «ghosting», mais pas avant qu'une Ursa ne tue Senshi, la fille du chef des Rangers Cypher Raige. Kitai, le fils de Cypher, se blâme pour la mort de Senshi. Il s'entraîne pour devenir un Ranger comme Cypher, mais est rejeté lorsqu'il postule. Faia, la mère de Kitai, convainc Cypher d'emmener Kitai lors de son dernier voyage avant sa retraite. Pendant le vol, cependant, leur vaisseau spatial est pris dans une pluie d'astéroïdes, les faisant s'écraser sur Terre, que les humains ont évacuée il y a mille ans en raison d'un cataclysme environnemental.
Les deux parviennent à survivre, mais les jambes de Cypher sont cassées dans le processus et la balise principale pour lancer un signal de détresse est endommagée. Cypher ordonne à Kitai de localiser la partie arrière du vaisseau, qui s'est rompue à l'entrée dans l'atmosphère. À l'intérieur se trouve la balise de secours, qu'ils peuvent utiliser pour signaler Nova Prime. Cypher donne à Kitai son arme, un communicateur de poignet et six capsules d'un fluide qui améliore l'apport d'oxygène afin qu'il puisse respirer dans l'atmosphère à faible teneur en oxygène de la Terre. Cypher l'avertit d'éviter la faune et la flore très évoluées et de faire attention aux changements thermiques violents. Kitai part pour trouver la section de queue, Cypher le guidant à travers le communicateur.
Kitai affronte de nombreux dangers contre lesquels son père l'avait mis en garde, notamment les attaques de singes ressemblant à des babouins, une sangsue venimeuse, un changement thermique et l'endommagement de deux de ses capsules. Après une histoire de Cypher sur la façon dont il a conçu le "ghosting" pour tuer les Ursas, Kitai atteint une cascade à flanc de falaise et Cypher apprend l'existence des capsules cassées. Sachant que la seule façon de le faire avec les deux capsules serait de sauter en parachute, Cypher ordonne à Kitai d'abandonner la mission, mais Kitai, estimant que Cypher le considère toujours comme une déception, va à l'encontre de l'ordre après un monologue de lui accusant l'absence de Cypher. à la maison pour la mort de Senshi. Kitai est capturé par un grand condor et son communicateur est endommagé. Dans le nid d'oiseau, Kitai essaie et échoue à défendre ses poussins contre les grands félins avant de s'échapper vers une rivière, où il dérive sur un radeau. Après un sommeil où il rêve de Senshi, il se réveille avec un changement thermique qui le gèle presque à mort. Kitai est sauvé lorsque l'oiseau de proie, qui avait perdu sa couvée lorsque les félins sauvages ont attaqué, se sacrifie pour lui parce que Kitai a essayé de protéger ses poussins.
Kitai atteint la queue et essaie d'activer la balise de détresse, mais l'atmosphère bloque le signal. Kitai apprend que l'Ursa du navire s'est échappée et a tué le reste de l'équipage. Il l'attaque, mais Kitai est capable de le tuer en utilisant la technique "fantôme" qu'il a apprise de Cypher. Kitai escalade un volcan pour tirer la balise, et lui et Cypher retournent à Nova Prime via une équipe de secours.

## Fiche technique
Sauf indication contraire, les informations mentionnées dans cette section peuvent être confirmées par la base de données cinématographiques IMDb,  présente dans la section « Liens externes ».
- Titres français et original : After Earth
- Titre québécois : Après la Terre
- Réalisation : M. Night Shyamalan
- Scénario : M. Night Shyamalan et Gary Whitta, d'après une histoire de Will Smith
- Direction artistique : Robert W. Joseph, Naaman Marshall et Dean Wolcott
- Décors : Thomas E. Sanders
- Costumes : Amy Westcott
- Photographie : Peter Suschitzky
- Montage : Steven Rosenblum
- Musique : James Newton Howard
- Production : James Lassiter, Caleeb Pinkett, Jada Pinkett Smith et Will Smith
- Sociétés de production : Blinding Edge Pictures, Overbrook Entertainment et Relativity Media
- Sociétés de distribution : Columbia Pictures (États-Unis), Sony Pictures Releasing France (France)
- Pays de production :  États-Unis
- Langue originale : anglais
- Format : couleur - 35 mm - 2,35 : 1 - son Dolby Digital
- Genre : science-fiction
- Budget : 130 millions de dollars[2]
- Durée : 100 minutes
- Dates de sortie[3] :
  - Canada, États-Unis : 31 mai 2013
  - France : 5 juin 2013
  - Belgique : 12 juin 2013

## Distribution
- Jaden Smith (VF : Abraham Rist ; VQ : Vassili Schneider) : Kitai Raige
  - Jaden Martin : Kitai Raige, jeune
- Will Smith (VF : Greg Germain ; VQ : Pierre Auger) : le général Cypher Raige, commandant en chef de la Force Ranger Unifiée
- Sophie Okonedo (VF : Mbembo ; VQ : Nathalie Coupal) : Faia Raige (au début du film, Cypher Raige l'appelle « Freya »)
- Zoë Kravitz (VF : Joséphine Ropion ; VQ : Sarah-Jeanne Labrosse) : Senshi Raige
- Glenn Morshower (VF : Patrick Béthune) : le commandant Velan, directeur de l'académie des Rangers
- Kristofer Hivju (VF : Joël Zaffarano) : le chef de la sécurité du Hesper
- David Denman (VF : Laurent Morteau) : le soldat McQuarrie
- Lincoln Lewis : Bo, cadet des Rangers
- Sacha Dhawan (VF : Julien Lucas) : le pilote du Hesper
- Isabelle Fuhrman : Rayne, cadette des Rangers

 Source et légende : version française (VF) sur RS Doublage et AlloDoublage ; version québécoise (VQ) sur Doublage.qc.ca

## Production

### Genèse et développement
Will Smith imagine cette histoire après avoir vu le docufiction Je ne devrais pas être en vie avec son beau-frère Caleeb Pinkett. À l'origine, l'acteur développe une histoire située dans le présent dans laquelle un père et son fils ont un accident de voiture en montagne. Le père étant blessé, c'est le fils qui doit aller chercher seul les secours. Will Smith décide ensuite de situer l'histoire 1 000 ans plus tard, dans le futur, et pense à une trilogie. Will Smith et sa société Overbrook Entertainment contactent le scénariste Gary Whitta en lui donnant les bases de l'histoire : un père et son fils se crashent sur la Terre, 1 000 ans après qu'elle a été abandonnée par l'humanité. Son premier script s'intitule 1000 A.E..
Un mois après la sortie de Le Dernier Maître de l'air, Will Smith contacte M. Night Shyamalan pour lui souhaiter son anniversaire et pour lui proposer de réaliser le film. Plus tard, le réalisateur décide de changer le titre en After Earth alors que le scénario est subséquemment arrangé par Stephen Gaghan.
En parallèle, un manuel de 300 pages retraçant 1 000 ans d'histoire est rédigé par Peter David, Michael Jan Friedman et Robert Greenberger, pour développer davantage l'univers du film. Ce livre sert de base à tous les éléments secondaires et révèle ce qui arrive aux Hommes depuis leur départ de la Terre. Caleeb Pinkett, l'un des producteurs déclare : « Ce qui m’a frappé dans cet ouvrage, c’est non seulement son degré de précision, mais également combien il était étrangement prémonitoire. Peter a imaginé l’histoire de tout un univers, mais ensuite, des événements similaires à ce qu’il avait écrit ont commencé à se produire dans notre monde, comme la pluie de météorites qui s’est abattue sur la Russie il y a quelques mois et qui ressemble à s’y méprendre à un événement décrit par Peter dans le livre. Cela prouve combien son approche est crédible et cela ancre l’univers de After Earth dans la réalité, même s’il s’agit d’un film de science-fiction ».

### Attribution des rôles
Jaden Smith confirme sa présence en novembre 2010, avant d'être rejoint par son père Will Smith en avril 2011.

### Tournage

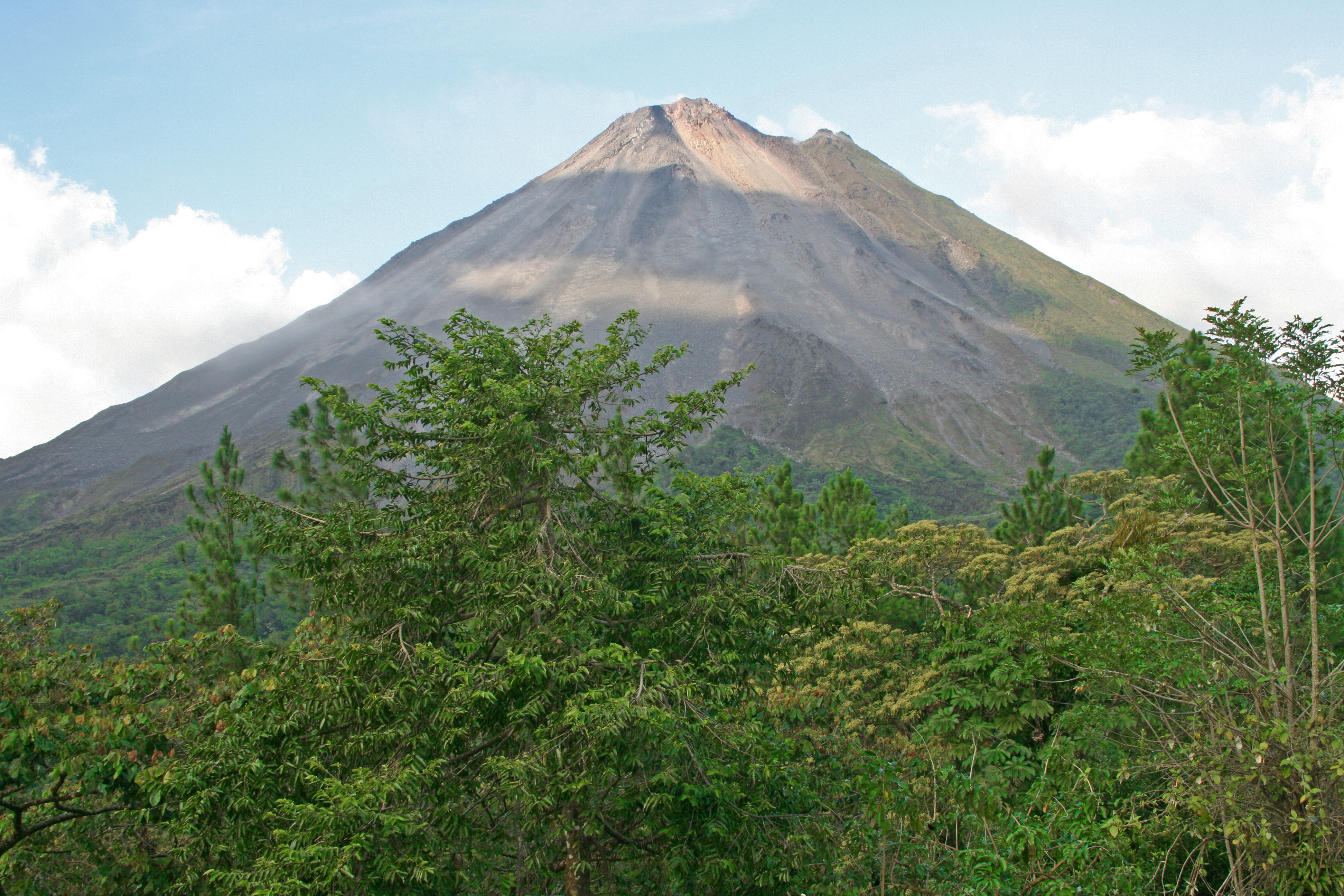
Le volcan Arenal au Costa Rica.

Le film est tourné avec la caméra numérique Sony F65 (4K, 2D). C'est la première fois que M. Night Shyamalan tourne en numérique.
La plupart des scènes du film sont tournées au Costa Rica (notamment La Fortuna, le volcan Arenal). Le reste du film a été tourné aux États-Unis (Spaceport America au Nouveau-Mexique, à Philadelphie, dans l'Utah, le comté de Humboldt, etc.) ainsi qu'en Suisse.

### Musique
Albums de James Newton Howard
Jason Bourne : L'Héritage
(2012) Hunger Games : L'Embrasement
(2013)
La musique du film est composée par James Newton Howard, qui a déjà travaillé avec Shyamalan pour Sixième Sens (1999), Incassable (2000), Signes (2002), Le Village (2004), La Jeune Fille de l'eau (2006), Phénomènes (2008) et Le Dernier Maître de l'air (2010).
Liste des titres
1. The History of Man - 2:23
2. I'm Not Advancing You - 1:28
3. Pack Your Bags - 1:40
4. Leaving Nova Prime - 0:48
5. Can You Ghost? - 2:09
6. Ship Tears Apart - 2:17
7. Kitai Finds Cypher - 1:19
8. Get Me into the Cockpit - 1:36
9. The Mission - 1:30
10. Baboons - 2:51
11. Kitai on Earth - 2:56
12. Four Vials Remain, Sir - 1:11
13. Run to the Falls - 2:42
14. Abort Mission - 2:01
15. Bird Attack - 1:02
16. Nest Battle - 2:03
17. Safety in the Hog Hole - 3:42
18. Saved by the Bird - 0:52
19. The Tail - 1:40
20. Dad, Are You There? - 2:46
21. Leech - 2:59
22. See the Peak - 2:21
23. Run to the Volcano - 0:37
24. Somewhere to Hide - 1:22
25. Chase Through the Cave - 3:07
26. Ghosting - 4:45
27. I Wanna Work with Mom - 1:17
28. After Earth - 1:54

## Accueil

### Accueil critique
Le film reçoit des critiques très négatives. Sur l'agrégateur Rotten Tomatoes, il n'obtient que 11 % d'avis favorables, pour 188 critiques recensées. Son score sur Metacritic est légèrement meilleur avec une moyenne de 33/100 pour 41 critiques. Joe Morgenstern du Wall Street Journal écrit notamment : « Is After Earth the worst movie ever made? [...] Maybe not; there's always Battlefield Earth to remind us how low the bar can go. » (« After Earth est-il le pire film jamais tourné ? [...] Pas forcément, car il y a Battlefield Earth pour nous rappeler jusqu'où la barre peut descendre »).
En France, les avis sont tout aussi mauvais. Sur le site Allociné, le film décroche une moyenne de 2,4/5 pour treize titres de presse. Quelques journalistes sont cependant assez élogieux envers le film. Olivia Cooper-Hadjian du site Critikat.com écrit ainsi « Shyamalan parvient pourtant à nous donner envie de suivre ce chemin une fois de plus ». Dans Les Inrockuptibles, Hendy Bicaise pense que « Shyamalan reste fidèle à lui-même : le rythme est lent, les dialogues susurrés, les gestes calmes, pour mieux faire déton(n)er les scènes d’action ». Laurent Duroche de Mad Movies apprécie quant à lui les « superbes paysages naturels » ainsi que la « mise en scène jamais tape-à-l’œil, ne se préoccupant que de raconter son histoire de la façon la plus fluide possible ».
Certains critiques français sont assez partagés. Jérôme Momcilovic du site Chronic'art écrit ainsi « After Earth n'est ni un grand Shyamalan, ni un grand blockbuster. Il ne faut pas moins chérir, en attendant mieux, ces petites graines de croyance plantées dans le désert de plus en plus sec du cinéma hollywoodien casseur de baraque ». Dans Les Fiches du cinéma, Gaël Reyre écrit que c'est simplement un « honnête divertissement familial ». Vincent Ostria de L'Humanité tente de sauver un peu le film qui, selon lui, « n’est pas le ratage que la critique américaine (qui hait Shyamalan) décrit », mais il regrette « la leçon de morale style "tu seras un homme mon fils" [qui] paraît simplette ». François Forestier de TéléCinéObs écrit « Rien de bouleversant, mais c’est sympathique ». Julián Monge-Nájera, conseiller scientifique de la BBC et NatGeo, écrit à propos du contenu scientifique du film : « Cette Terre a un climat agréable pendant la journée, mais atteint le point de congélation pendant la nuit. Est-ce possible ? En effet, oui. Il arrive dans de nombreuses hauteurs tropicales... Dans le film, Kitai utilise des médicaments pour survivre au faible niveau d'oxygène dans l'atmosphère. Et ce type de médicament existe, l'épigallocatéchine-3-gallate, un composant du thé vert... ce qui semble impossible est que les Ursas n'aient pas été anéantis par la civilisation avancée que nous voyons dans After Earth ». On peut aussi se demander comment en 1000 ans, les animaux et la topographie ont pu évoluer aussi vite alors qu'une telle évolution se compterait en centaine de milliers d'années pour les êtres vivants et en millions d'années pour la géographie.
Laurent Pécha de Écran large est quant à lui beaucoup moins partagé et affirme que « la chute de Shyamalan continue. After Earth, c’est de la SF anti-spectaculaire, véhicule à la gloire des Smith. Pour de la série B, ça passerait mais là on parle d’un soi-disant blockbuster ». Jean-Philippe Tessé des Cahiers du cinéma parle d'un « nanar de l’espace ». Dans L'Écran fantastique, Jean-Pierre Andrevon pense qu'il n'y a pas grand chose à sauver dans le film, hormis « quelques beaux décors et un court moment d'émotion quand la maman aigle gémit devant ses petits déchirés par les fauves ». Frédéric Strauss de Télérama trouve que le résultat est simplement « aussi idiot qu'antipathique ».

### Box-office
| Pays ou région | Box-office        | Date d'arrêt du box-office | Nombre de semaines |
| -------------- | ----------------- | -------------------------- | ------------------ |
| États-Unis     | 60 522 097 $,     | 18 août 2013               | 12                 |
| France         | 1 276 118 entrées | 6 août 2013                | 9                  |
| Monde          | 243 843 127 $     | 22 septembre 2013          | -                  |

## Produits dérivés
Une bande-dessinée, intitulée After Earth : Innocence, a été publiée, ainsi que le roman After Earth : Ghost Stories, qui revient sur les origines de l'histoire.